# 関根亮子
関根 亮子（せきね りょうじ、8月2日 - 2016年11月3日）は、男性の4コマ漫画家。大阪府出身。

## 来歴
1997年、芳文社『まんがタイムスペシャル』4月号にて「新人4コマまんが展」に「空前絶後のお二人さん」で入選。また同年芳文社『まんがホーム』7月号にて「女流新人4コマまんが展」に「二代目!ACTIVE GIRL」で入選。以降、芳文社、ぶんか社、双葉社などの各4コマ誌などで執筆した。
2016年に他界していたことが複数の同業者のTwitterなどで言及されているが、商業活動から去っていたこともあり正式な訃報についての出版社などからのアナウンスは特になかった。

## 人物
- 他の4コマ漫画家との交流もあり、他の作者の単行本が発行される際にゲストとして頻繁にゲスト寄稿をしていたり[3]、他の作家とお互いの作品のキャラを登場させあったりしていたこともあった[4]。また、大阪近辺で行われる他の作家のサイン会などにゲストとして訪れていたりなどもしていた[5]。
- 一般のファンとのふれあいの一環として自身のサイトにチャットを設けており、月に1～2回程度予定日時を告知しチャットを開催していた。
- 男性作家だったがペンネームの名前の読みが「りょうじ」ではあったものの「関根亮子」という漢字表記のみでは女性名のようにも見え、また商業誌掲載当時は上記の通り「女流新人4コマまんが展」に入選しており、また掲載紙の企画コーナーでの自画像やアバターは女性のような容姿で描くなど表向きは女性作家とみられる形で活動していた。上記サイトの電子掲示板やチャットでもファンは「亮子姫（りょうじひめ）」と呼び、女性かのように扱っていた[6]。

晩年は商業誌からそれまでも並行して活動していた同人誌へと活躍の場を移し、単行本化されなかった商業作品の同人誌化を中心に活動していた。

## 連載が終了した主な作品リスト
- 子連れ☆おおがみ（双葉社『まんがタウンオリジナル』→『まんがタウン』）全3巻
- ソーセージ☆ま～ち（芳文社『まんがタイムラブリー』）全5巻
- うりふたつ☆キミ（芳文社『まんがタイムスペシャル』）
- LUCKY 7 マミちゃん（芳文社『まんがタイムラブリー』）
- 幽霊☆婚約者（みこすり半劇場別館（ぶんか社））
- OH! MY GOD☆コータくん（芳文社『まんがタイムポップ』、『まんがタイムジャンボ』）
- マジカル☆せんせ～しょなる（芳文社『まんがタイムスペシャル』）
- 隠密☆少女（芳文社『まんがタイムきらら』）全1巻[7]
- 819☆び～んず（芳文社『まんがタイムファミリー』）全1巻[7]
- 末裔学園☆おとぎ組（双葉社『まんがタウン』）既刊1巻
- なにわ☆なくとも〜オーサカ人食い倒れ紀行〜（ぶんか社『別冊本当にあった笑える話2012年1月了』）
- ニブンノ☆まじょ（ぶんか社『主任がゆく!スペシャル』）